# You're My Everything
Pour plus de détails, voir Fiche technique et Distribution.
You're My Everything  est un film musical américain de Walter Lang, sorti en 1949

## Synopsis
Boston, 1924: Sous le charme de la star Tim O'Connor, Hannah Adams l'attend sous la pluie à la sortie d'une comédie musicale. Elle l'invite à dîner chez elle, et une chose entraînant l'autre, ils finissent par se marier.
Lors d'un bout d'essai de Tim à Hollywood, Hannah lui donne la réplique et se voir offrir un contrat. Elle devient une star du muet. À l'arrivée du cinéma parlant, elle met fin à sa carrière pour avoir un bébé et vivre à la campagne avec Tim.
Quand se présente un rôle pour une enfant, Tim propose leur fille, Jane. 
Avec réticence, Hannah accepte à condition que Jane ne tourne qu'un seul film, mais Tim lui a caché avoir signé un contrat pour trois films. Le conflit menace de détruire leur famille.

## Fiche technique
- Titre original : The Baroness and the Butler
- Réalisateur : Walter Lang
- Production : Lamar Trotti et Darryl F. Zanuck producteur exécutif (non crédité)
- Société de production et de distribution : Twentieth Century Fox
- Scénario : Will H. Hays Jr. et Lamar Trotti d'après une histoire de George Jessel
- Musique : Alfred Newman (non crédité)
- Directeur de la photographie : Arthur E. Arling
- Montage : J. Watson Webb Jr.
- Direction artistique : Leland Fuller et Lyle R. Wheeler
- Décors : Ernest Lansing et Thomas Little
- Costumes : Bonnie Cashin et Charles Le Maire
- Pays de production :  États-Unis
- Langue : anglais
- Format : couleur (Technicolor) – 35 mm – 1,37:1 – mono (Western Electric Recording)
- Durée : 94 minutes
- Genre : film musical
- Dates de sortie :
  - États-Unis : 29 juin 1949 (première à Hollywood)
  - États-Unis : 22 juillet 1949 (New York)

## Distribution
- Dan Dailey : Timothy O'Connor
- Anne Baxter : Hannah Adams
- Anne Revere : Tante Jane
- Stanley Ridges : M. Henry Mercer
- Shari Robinson : Jane O'Connor
- Henry O'Neill : Professeur Adams
- Selena Royle : Mme Adams
- Alan Mowbray : Joe Blanton
- Robert Arthur : Harold
- Buster Keaton : Majordome